# Matundasi
Matundasi ist ein Verwaltungsbezirk (Ward) des Distriktes Chunya in der tansanischen Region Mbeya.

## Geografie
Matundasi liegt im Südwesten von Tansania etwa 40 Kilometer östlich der Südspitze vom Rukwasee. Der Bezirk hat eine Fläche von 415,1 Quadratkilometern und bei der Volkszählung 2022 lebten hier 26.073 Menschen in 7450 Haushalten.

## Gliederung
Der Bezirk besteht aus acht Orten (Kitongoji):
- Matundasi A
- Matundasi B
- Matondo
- Kisimani
- Itumbi
- Makatang’ombe
- Nanyuki
- Nzingwa

## Wirtschaft und Infrastruktur
- Bildung: Die Makalla Secondary School ist eine 2018 eröffnete öffentliche Schule, die Jugendliche bis zur 4. Stufe ausbildet.[7]
- Gesundheit: In Matundasi befindet sich eine staatliche Apotheke.[8]
- Straße: Den Bezirk durchquert die Nationalstraße T8, die Mbeya im Süden mit Singida im Norden verbindet.[9]
- Bodenschätze: Am Fluss Lupa wird Gold handwerklich abgebaut.[10]